# John L. Moles
John L. Moles (* 2. September 1949 in Belfast; † 4. Oktober 2015 in Durham) war ein britischer Klassischer Philologe und Schachmeister.
Moles besuchte die Royal Belfast Academical Institution. In dieser Zeit war er zweimal Ulster Chess Champion sowie irischer Einzelmeister 1966 (in Belfast) und 1970 (in Cork), und zweimal Mitglied des Olympiaden-Teams. Bei der Schacholympiade 1970 spielte er für die irische Nationalmannschaft am 3. Brett, bei der Schacholympiade 1972 am Spitzenbrett.
Moles studierte am Corpus Christi College, Oxford Literae humaniores. Zum D.Phil. promoviert wurde er mit A Commentary on Plutarch’s ‘Brutus’ bei Ewen Bowie und Donald Andrew Russell (die Dissertation wurde 2017 postum veröffentlicht). 1974 bis 1975 hatte er eine lectureship an der University of Reading, 1975 bis 1979 an der Queen’s University Belfast und 1979 bis 1987 am University College of North Wales, Bangor. Durch die Zusammenlegung der Classics Departments des University College of North Wales, Bangor, und der University of Durham kam Moles 1987 nach Durham. 1997 wurde er dort zum Professor ernannt. 2000 wechselte er an die University of Newcastle upon Tyne.
Moles veröffentlichte eine Vielzahl von Artikeln und Buchbeiträgen zu einer beträchtlichen Zahl von Autoren (Aischylos, Sophokles, Herodot, Thukydides, Xenophon, Arrian, Aristoteles, Livius, Cornelius Nepos, Horaz, Vergil, Ovid, Tacitus, Plutarch und Dion Chrysostomos) sowie mehrere Studien zum antiken Kynismus. Sein Bemühen, ethische Aspekte dieser Autoren herauszuarbeiten, lässt Aldo Brancacci ihn einen Historiker der antiken Philosophie nennen. 1997 gründete er die Online-Zeitschrift Histos, die der antiken Geschichtsschreibung gewidmet ist. Ab Mitte der 2000er Jahre wandte er sich neutestamentlichen Texten zu, besonders den Lukas-Akten (Luke-Acts).

## Schriften (Auswahl)
Klassische Philologie
- A Commentary on Plutarch’s Brutus. With updated bibliographical notes by Christopher Pelling. (Histos Supplement 7, 2017) online.
- Philosophy and ethics. In: Stephen J. Harrison (Hrsg.), The Cambridge Companion to Horace. Cambridge University Press, Cambridge 2007, S. 165–180.
- Cynic Cosmopolitanism. In: R. Bracht Branham, Marie-Odile Goulet-Cazé (Hrsg.), The Cynics. The Cynic Movement in Antiquity and its Legacy (Hellenistic Culture and Society, Band 23). University of California Press, 1996.
- The Cynics and politics. In: André Laks, Malcolm Schofield (Hrsg.), Justice and Generosity. Studies in Hellenistic Social and Political Philosophy. Proceedings of the Sixth Symposium Hellenisticum. Cambridge University Press 1995, S. 129–158.
- Plutarch’s Life of Cicero. Aris & Phillips 1988.
- Politics, philosophy and friendship in Horace: Odes 2, 7. In: Quaderni Urbinati di Cultura Classica 25.1, 1987, S. 59–72, Nachdruck in W. S. Anderson (Hrsg.), Why Horace? (1999), S. 130–142.
- Cynicism in Horace Epistles 1. In: Papers of the Liverpool Latin Seminar 5, 1985/1986, S. 33–60.
- Philanthropia in the Poetics. In: Phoenix Band 38, 1984, S. 325–335.
- The Woman and the River: Diogenes' Apophthegm from Herculaneum and Some Popular Misconceptions about Cynicism. In: Apeiron 17, 1983, 125–130.
- Jesus the Healer in the Gospels, the Acts of the Apostles, and Early Christianity. In: Histos 5, 2011, 117–182, online (PDF; 501 kB)

Schach
- The French Defence Main Line Winawer. 1975.
- mit K. Wicker: French Winawer: Modern and Auxiliary Lines. 1979.